# 品
品，又名琴桁，是弦乐器指板上凸起的半橢圓形横柱状的銅製或不鏽鋼製的重要部位，英文稱之Fret。
品的作用是将乐器指板分为多个区间，以達到劃分出明確音階的目的，在演奏时更是有帮助定音的作用，配合上指板上的板記更是可以協助演奏者快速找音的效果。
在吉他上，每个品代表一个按照十二平均律，在一个八度中划分出的半音，在第十二格時每個音都會回到原先的高八度音調。
在现代西洋弦乐器上，品多为金属製成，其中以吉他、低音吉他、曼陀鈴為代表，而在中國國樂中除琵琶、月琴等少數樂器是以木製、竹製，其他弦樂器多是以金屬製為主。
由於現代樂器表演方式十分花俏，多會使用到推弦、勾弦等磨損琴桁的技巧，因此品對於現在社會實屬於消耗品，減少消耗方式除定期保養外，保養、更換琴弦延緩生鏽，且避免使用生鏽的琴弦等減緩磨損。
另外更換琴桁（ReFret）一般被視為十分傷害指板的保養行為。
而在过去的欧洲乐器，或一些欧洲之外的乐器上，品可以是绕在指板上的弦。